# یواس‌اس جولیا (۱۸۱۲)
یواس‌اس جولیا (۱۸۱۲) (به انگلیسی: USS Julia (1812)) یک کشتی بود. این کشتی در سال ۱۸۱۲ ساخته شد.